# Muizenberg

Muizenberg è un sobborgo sulle sponde del mare della Città del Capo in Sudafrica. È ubicato sulle spiagge della Penisola del Capo e curva verso l'est sulle coste della False Bay. Si ritiene questo il luogo dove originariamente sia nato il surf, e ospita l'Istituto Di Scienze Matematiche dell'Africa.
Il sobborgo, nella parte dell'antico villaggio, conserva ancora l'antico ufficio postale (localmente chiamato Het Posthuys), la casa di Rhodes e il sito della Battaglia di Muizenberg.
La casa di Rhodes o il Rhodes Cottage è una piccola casa, in riva al mare, che comprò Cecil Rhodes per farci le vacanze ed è qui che morì nel 1902. La casa e ben conservata ed è dedicata alla memoria di Rhodes ed è un museo aperto al pubblico.
Het Posthuys è uno dei più vecchi edifici del Sudafrica ed è risalente al 1742. Fu costruito dalla 
Compagnia Olandese delle Indie Orientali (Vereenigde Ost-Indische Compagne oppure VOC) fu costruita come posto di esazione del pedaggio da imporre ai contadini che passavano per vendere verdura e frutta alle navi ancorate nella Simon's Bay. Uno dei primi a lavorare in questo posto fu il Sergente Muys (che in lingua afrikaans significa "topo") dal quale Muizenberg (originariamente Muysenbergh e Muys Zijn Bergh - la Montagna di Muys - ) prende il suo nome. Dopo essere anche usata come una caserma delle forze dell'ordine, una stalla, poi una casa per appuntamenti, un hotel, e un'abitazione privata, l'edificio fu identificato per quello che era stato originariamente negli anni ottanta e restaurato con l'aiuto finanziario della Anglo American Corporation. La casa viene curata dalla Muizenberg Historical Conservation Society ed ha una piccola collezione di foto e oggetti aventi a che fare con i primi giorni di vita del villaggio di Muizenberg. È aperta al pubblico.
La battaglia di Muizenberg è stata un piccolo ma significativo avvenimento militare che ebbe inizio nel giugno del 1795 e finì tre mesi più tardi con la prima occupazione britannica del Capo. È fu allora che incominciò il periodo di controllo (brevemente interrotto dal 1804 al 1806) Britannico del Capo e successivamente della maggior parte dell'Africa meridionale. I rimanenti storici della Battaglia di Muizenberg consistono in un sito sul fianco di una collina che dà sulla False Bay il quale contiene resti di una fortificazione difensiva iniziata dagli olandesi nel 1795 ed estesa dai britannici dal 1796 in poi.
La spiaggia di Muizenberg si estende fino al sobborgo di Strand, nella parte occidentale della Città del Capo a 20 km di distanza. La False Bay famosa per la sua popolazione di squali, ha un servizio di monitoraggio dedicato ad essi con sede Muizenberg che segnala quando questi si avvicinano ai bagnanti e ai surfisti.
Sopra Muizenberg esiste una serie di falesie molto ripide che servono come punto d'incontro per arrampicatori su roccia anche se alcune parti della scogliera sono interdette per via della nidificazione degli uccelli.
A Muizenberg c'è l'estuario del fiume Zandvlei. Nell'estuario ci vanno a nidificare molti tipi di pesci è nella sua fascia costiera esiste l'Imperial Yacht Club e il Peninsula Canoe Club.
Muizenberg ospita il campus del False Bay College nel Cinnabar Building, un grattacielo adibito ad appartamenti. Il collegio fu stabilito nel settembre del 2002 quando il South Peninsula College (stabilito nel 1970) e il Wastlake College (stabilito nel 1954) si fusero insieme. 
Muizenberg ospita anche l'African Institute for Mathematical Sciences (AIMS), un centro pan-africano per la ricerca e l'educazione nelle scienze matematiche.